# 聊城县
聊城县，中国旧县名，辖区在今山东省聊城市境。
西汉时，属东郡。隋朝时置博州，为博州治所。后，博州废。唐朝武德初，属魏州。武德四年（621年），以聊城县等县复置博州。同年，析置茌平县。贞观元年（627年），废茌平县。博州曾改置为博平郡，仍隶之。天祐三年（906年），改名聊邑。北宋时仍属博州。元朝时，属博州路、东昌路。明清时为东昌府治。明朝洪武二年，县丞蒋子昭在兴礼街（今东昌府区楼西大街）建县衙。此后，聊城县衙及相关政府机构均设于此处，至1970年代聊城地区政府机构迁出。
民国时，属山东省。1938年11月15日，日军攻陷聊城。1945年8月日本投降后，光复。1946年12月22日，中国共产党领导的晋冀鲁豫军区第七纵队发起对聊城县的进攻。山东省主席王耀武增兵驰援。期间，由于中共军队围攻县城，王耀武用飞机对城内进行空投，并对四关进行轰炸。12月31日夜，守城王金祥率部由东门逃跑。逃跑前，王金祥曾纵火烧毁民房。1947年1月1日，中共军队占领聊城县。其部入城后，向抗日战争中在聊城牺牲的范筑先墓敬礼。为防止国民政府的反攻，拆除聊城城墙。
中华人民共和国建立后，属平原省聊城专区，1952年，随聊城专区划回山东省。1958年，改置聊城市。1963年，撤消聊城市，复置聊城县。1967年，改属聊城地区。1983年，复置聊城市，后改设为东昌府区。